# Graciete Santana
Graciete Moreira Carneiro Santana (* 12. Oktober 1980 in Serra Preta; † 16. September 2021 in Feira de Santana) war eine brasilianische Marathonläuferin.

## Leben
Graciete Santana begann mit dem Laufsport, um ihrer Bulimie entgegenzuwirken. Bei den Olympischen Spielen 2016 in Rio de Janeiro belegte sie den 128. Platz des Marathonlaufs.
Santana starb am 16. September 2021 in Feira de Santana mit 40 Jahren an einem malignen Melanom.